# کلاهک بازگشتی هدف‌گیری مستقل چندگانه

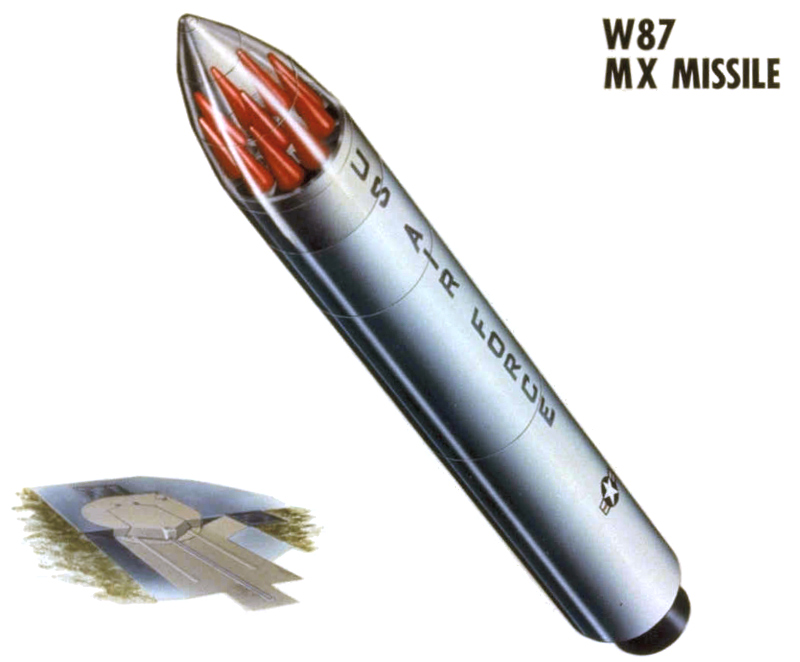
موشک ال‌جی‌ام-۱۱۸ پیسکیپر متعلق به ایالات متحده آمریکا دارای قابلیت اصابت چندین هدف به‌طور مستقل

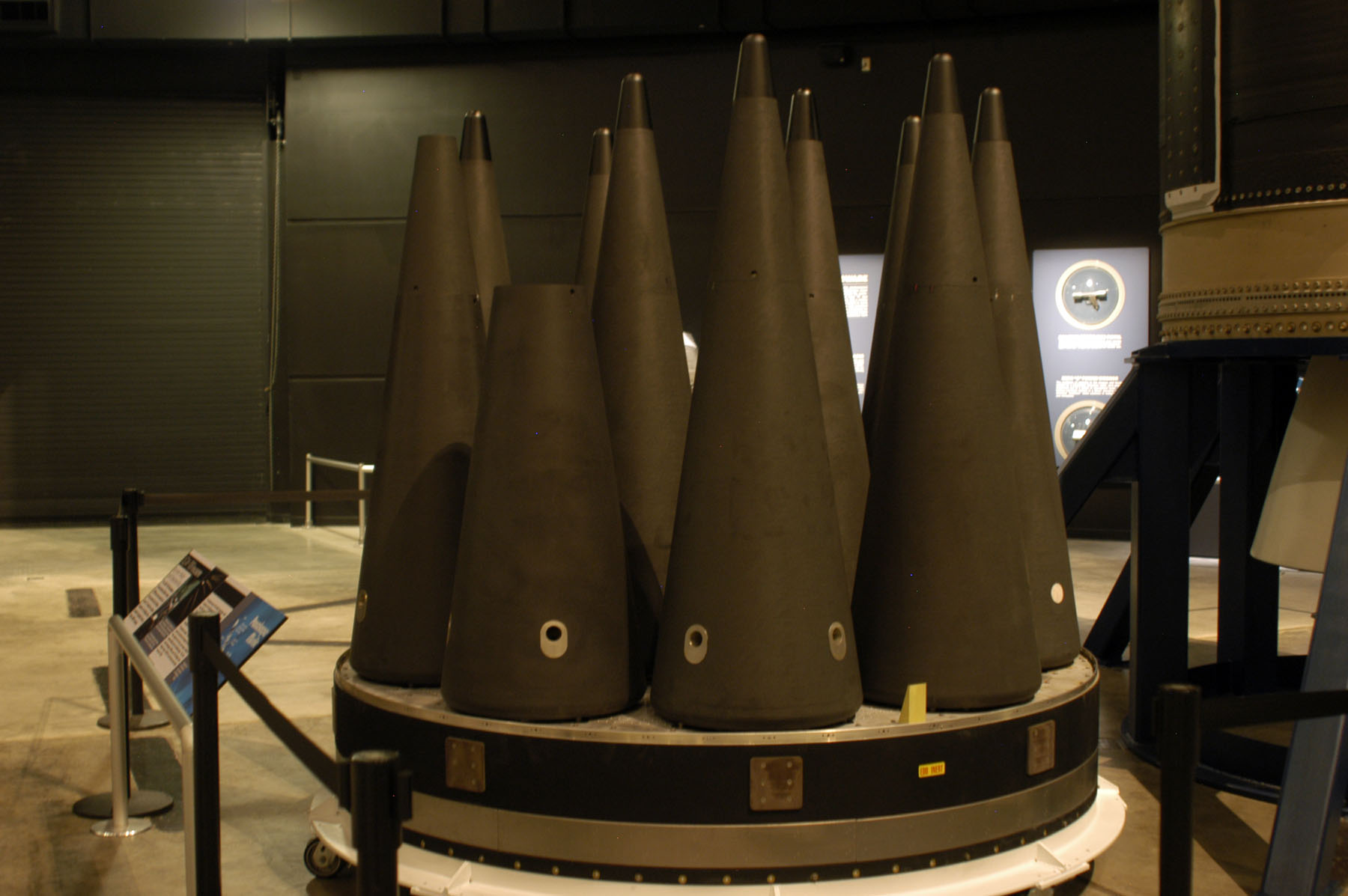
کلاهک‌های بازگشت به جو متعلق به موشک بین قاره ای پیسکیپر

کلاهک بازگشتی هدف‌گیری مستقل چندگانه (به انگلیسی: Multiple independently targetable reentry vehicle) یا کلاهک بازآی مستقل چندگانه که به اختصار MIRV نامیده می‌شود، سیستم حامل کلاهک موشکی هدف‌گیری پرشمار مستقل مجموعه‌ای از کلاهک‌های موشکی بازآی جداگانه است، در مقابل کلاهک موشکی تکی که یک کلاهک موشکی در یک موشک می‌باشد.
اهداف نظامی سیستم کلاهک بازآی هدف‌گیری مستقل چندگانه شامل چهار مورد می‌شود:
- افزایش تخریب در سطح برای هر موشک، و به موازات آن کاهش پرتو افشانی و فشار انفجار کلاهک هسته‌ای در مساحتی معین. به عنوان مثال در ارتفاع چهار کیلومتری از سطح زمین، فشار انفجار ۱/۶۴ در ۱ کیلومتر است. در حالی که با استفاده از کلاهک اتمی هدف‌گیری پرشمار مستقل اهداف بیشتری در منطقه هدف تخریب می‌شوند تا شلیک یک کلاهک اتمی بزرگ. این کارایی تعداد موشک‌های لازم و تجهیزات پرتابی لازم برای انهدام یک سطح را کاهش می‌دهد.
- هنگام استفاده از موشک‌های تک کلاهکی، هر موشک برای یک هدف شلیک می‌شود. اما با یک موشک دارای قابلیت هدف‌گیری پرشمار مستقل، شلیک موشک‌های فراوان برای انهدام یک منطقه پهناور عملاً بدون توجیه خواهد بود.
- این سیستم کارآمدی «سیستم پدافند ضد بالستیک تقویت شده» را برای مقابله با موشک‌های خاص کاهش می‌دهد، درحالی که یک موشک تهاجمی هدف‌گیری پرشمار مستقل می‌تواند چندین کلاهک موشکی را حمل کند (۳−۱۲ عدد در موشک‌های ایالات متحده و ۲−۱۲ عدد در موشک‌های روسی) تسلیحات بازدارنده تنها می‌توانند یک کلاهکِ هر موشک را ساقط کنند. بنابرین از هر دو نگاه نظامی و اقتصادی، موشک‌های هدف‌گیری پرشمار مستقل، سیستم‌های موشکی ضد بالستیک را ناکارآمد کرده‌اند، هزینه نگهداری از یک سیستم دفاعی کارا در برابر موشک‌های با کلاهک پرشمار بسیار افزایش می‌یابد به‌طوری‌که برای هر مقابله با هر تهاجم چندین موشک تدافعی مورد نیاز است.
- با استفاده از کمترین تعداد موشک بیشترین تخریب را به همراه دارند.

نخستین موشک با قابلیت هدف‌گیری مستقل چند زمانه، موشک LGM-30 Minuteman متعلق به ایالات متحده آمریکا بود که از دهه ۱۹۷۰ به کار گرفته شد.